# Augustus Constantin
Augustus Viorel Constantin (n. 7 iulie 1974 la Râmnicu Vâlcea, România) este un arbitru român de fotbal. A promovat în Divizia A în 1999, primul său meci fiind FC Onești - Astra Ploiești, la data de 22 mai 1999. În 2002, a ajuns pe lista FIFA, debutând pe plan internațional la Campionatul European pentru jucători cu vârste sub 17 ani, programat în 2002. Abia în 2006 a condus primul meci intercluburi din cupele europene, întâlnirea Kairat Almaty - Fehervar din Cupa UEFA. Face parte din a treia categorie de arbitri UEFA.
Tatăl său, fostul arbitru Gheorghe Constantin, a condus Comisia Centrală a Arbitrilor până în 2009, când a fost arestat în scandalul de corupție Cazul Penescu.
Nu a fost delegat niciodată la derby-ul Steaua - Dinamo, având câte o singură prezență la centru în meciurile Dinamo - Rapid și Rapid - Steaua. 
În data de 19 septembrie, la meciul din Liga I dintre CFR Cluj și Vaslui, Augustus Constantin a dat penalty pentru la un fault inexistent echipei CFR Cluj, după ce i-a anulat un gol valabil lui Wesley, jucătorul echipei FC Vaslui.